# Ґомбовці

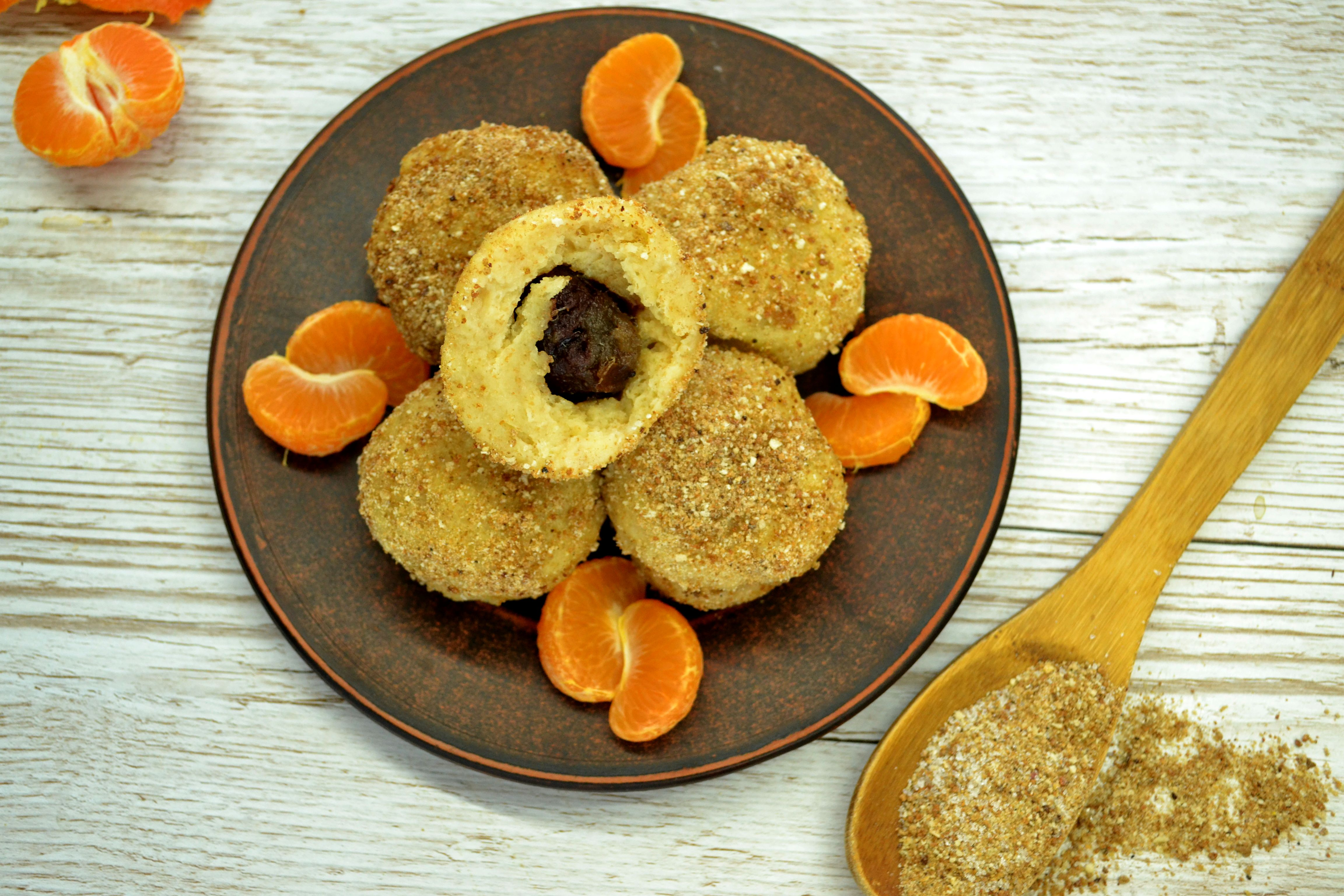
Ґомбовці з цільнозернового борошна

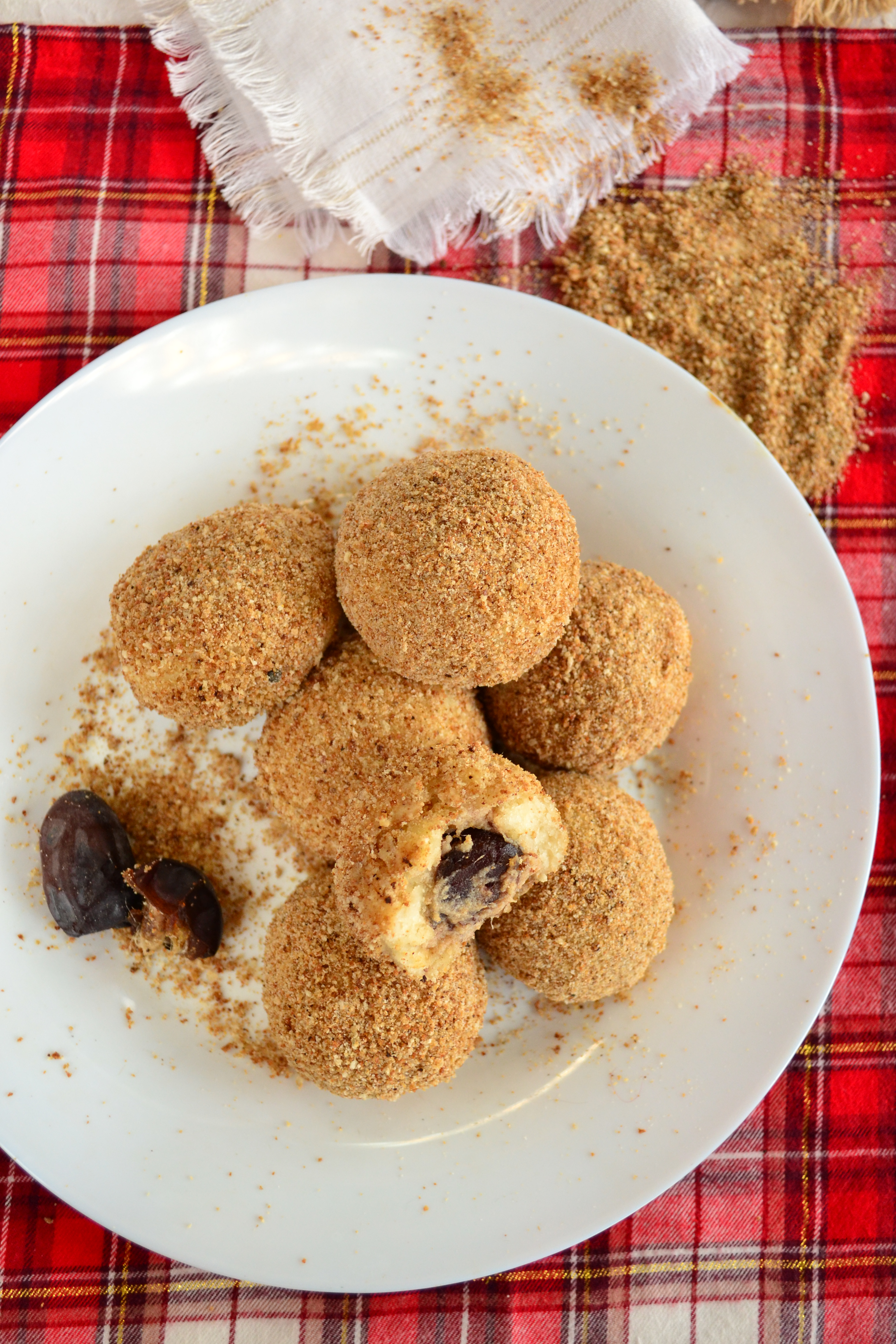
Ґомбовці

Ґомбо́вці  — український десерт із тіста з начинкою, який готується на парі. Поширений в карпатському регіоні України, готується майже в кожній хаті на Закарпатті.

## Історія
Вважається, що назва "ґомбовці" походить від угор. gomba süti, в свою чергу від угор. gomba — гриб. Олексій Пароваров, кулінар-дослідник, якось у своєму блозі зауважив, що угорсько-закарпатські ґомбовці дуже нагадують технологію приготування китайських баоцзи. Він також допустив, що це пов'язано з тим, що древні угри, коли ще були кочовим народом, час від часу входили в різноманітні тюркські об'єднання і коріння ґомбовців імовірно тягнуться аж у ті часи і в ті краї. В Закарпатті популярні два види ґомбовців: з домашнього сиру, і зі сливами чи лекваром борошняно-дріжджові. Картопляні — ті що автентично угорські — на Закарпатті поширені менше.
Цей десерт підійде для тих, хто слідкує за вагою і при цьому полюбляє солодощі.

## Рецепт
Компоненти для тіста:
500 г борошна (3 з лишком склянки)
200 г теплого молока.
Пакетик сухих дріжджів (25 г), або свіжі «Львівські» дріжджі (половина маленької пачечки)
1 ч. ложка солі
3 ст. ложки цукру
1 яйце
Начинка: свіжі сливи в цукрі
або сливовий леквар
Піджарка: сухарі кондитерські 100 г
вершкове масло або олія — 50 г
1. Заздалегідь просіюємо борошно і залишаємо в кухні, щоб трохи прогрілося і подихало
2. Поміщаємо дріжджі в тепле (не гаряче!) молоко, додаємо ложку цукру і залишаємо на 10 хвилин у теплому місці, щоб забродили.
3. У борошно даємо яйце, цукор, сіль і молоко з дріжджами, замішуємо тісто. Накриваємо його рушником і поміщаємо в тепле місце на 1,5 годин.
4. Розкачуємо тісто товщиною 1 — 1,5 см. Чашкою вирізаємо кола. Залишки зліплюємо в кулю і відкладаємо, хай трохи підійде.
5. На вирізані кола викладуємо по сливі з цукром, або по ч. ложці леквару. Зліплюємо і формуємо кульки.
6. З відкладеним тістом робимо те ж саме — розкачуємо, вирізаємо, наповнюємо, формуємо кульки.
7. У велику каструлю наливаємо води наполовину, даємо їй закипіти і споруджуємо в каструлі водяну баню (це може бути сито, або спеціальне приладдя для готування на парі. Також іноді використовують марлю, міцно прикручену до каструлі). Викладаємо змащені олією (щоб не прилипли) ґомбовці, накриваємо їх кришкою. Варимо 20 хвилин.
8. В сотейнику на олії підсмажуємо сухарі, додаємо трохи цукру і кладемо в них гомбовці, обсмажуємо трошки і викладаємо на тарілки.

### Картопляні ґомбовці
Обчищену і промиту картоплю варять в підсоленій воді. Потім пропускають крізь м'ясорубку, охолоджують, додають пшеничне борошно, сире яйце і добре перемішують до утворення однорідної маси. Масу розкачують шаром 1,5 см і спеціальною виїмкою вирізують кружальця. На кожне кружальце кладуть густе повидло, краї кружальця згортають і формують гомбовці у вигляді кульки. Кладуть у киплячу воду і варять протягом 7—8 хв. Зварені гомбовці вибирають шумівкою, дають стекти воді, перекладають на сковороду з підсмаженими на вершковому маслі сухарями, в яких обкачують гомбовці з усіх боків. Подають гарячими.
Витрати продуктів на одну порцію: картопля 157 г, борошно пшеничне 40 г, яйце 1/4 шт., повидло 30 г, сухарі панірувальні 10 г, масло вершкове 15 г, сіль 3 г.